# International Tin Council
Le Conseil International de l'Étain (ITC) est une organisation qui a agi pour le compte des producteurs et des consommateurs d'étain afin de contrôler le marché international de l'étain.

## Histoire
C'est à partir de 1931 qu'un accord intergouvernemental — et non plus privé — , renouvelé en 1934, en 1937, puis en 1942, mit en place un "Comité international de l'Etain". La France y participait au titre de l'Indochine. Ce comité ne prit forme juridiquement fin qu'en 1946, mais dont l'action avait cessé en 1939.
C'est  à partir de 1936 que deux mesures drastiques furent employées pour faire face à une période de surproduction:
- des restrictions de production (les quotas sont descendus à 49 % pour l'année 1934 et 35 % pour le deuxième semestre 1938)[1].
- des stocks tampons qui, à trois reprises, absorbèrent des excédents temporaires. Le stock tampon différait du stock régulateur moderne en ce qu'il avait pour rôle principal ď « éponger » des excédents. Cependant, dès l'accord de 1937, on trouve comme objectif de « régler la production et les exportations afin d'ajuster la production à la consommation, de prévenir les rapides et sévères fluctuations de prix et de maintenir des stocks raisonnables »[1].

Un Groupe d'Étude International de l'Étain a été créée en 1947 pour se consacrer à l'enquête sur l'offre et la demande mondiale d'étain. Son travail a conduit au traité appelé Accord International sur l'Étain, signé en 1954, et à la formation officielle de l'ITC en 1956. Les objectifs étaient:
1. prévenir ou atténuer le chômage de masse ou de sous-emploi et d'autres graves difficultés qui sont susceptibles de résulter de difficulté d'adaptation entre l'offre et la demande d'étain;
2. éviter les fluctuations excessives du prix de l'étain et atteindre un degré raisonnable de stabilité des prix sur une base qui permettra de sécuriser à long terme l'équilibre entre l'offre et la demande;
3. s'assurer d'un approvisionnement suffisant en étain, à un prix raisonnable et à tous moments;
4. fournir un cadre à l'examen et l'élaboration de mesures visant à promouvoir progressivement  la production économique d'étain, tout en protégeant les gisements d'étain  contre les effets pervers des déchets superflus ou de l'abandon trop prolongé.

| Consommateurs                   | Producteur                      |
| ------------------------------- | ------------------------------- |
| L'Australie                     | Congo belge et du Ruanda-Urundi |
| Brésil                          | La Bolivie                      |
| Belgique                        | Malayasia                       |
| Canada                          | Nigeria                         |
| Danemark                        | L'indonésie                     |
| L'équateur                      | Thaïlande                       |
| France                          |                                 |
| République fédérale d'Allemagne |                                 |
| L'inde                          |                                 |
| Italie                          |                                 |
| Japon                           |                                 |
| Liban                           |                                 |
| Pays-Bas                        |                                 |
| La suisse                       |                                 |
| Espagne                         |                                 |
| La Turquie                      |                                 |
| Pays-Bas                        |                                 |
| Royaume-Uni                     |                                 |
| États-Unis d'Amérique           |                                 |

Après 1954, la convention, plus de 5 accords ont été signés tous les cinq ans, en 1960, 1965, 1970, 1975 et 1980.
Par la sixième convention, établie à l'occasion de l'organisation de la Conférence des Nations unies sur l'étain de 1980, de nouveaux consommateurs ont été inclus: la Finlande, la Grèce, l'Irlande, le Luxembourg, la Norvège, le Portugal et la Suède. De nouveaux producteurs sont aussi entrés à l'ITC: l'Australie, le Brésil et le Zaïre.

## L'effondrement
Avec l'avènement de l'aluminium, des polymères pour les boîtes et de l'augmentation du recyclage d'étain par l'industrie, la demande pour l'étain a diminué considérablement au début des années 1980. En octobre 1985, l'ITC ne pouvait plus maintenir le prix en achetant l'étain sur les marchés des métaux. Il s'est finalement retrouvé à court d'argent. Les tentatives pour le refinancement de cette institution ont finalement été abandonnées, et depuis, comme pour beaucoup d'autres matières premières, le cours de l'étain a diminué de façon générale.